# 溪銀漢魚
溪銀漢魚（學名：Labidesthes sicculus），或稱大眼溪銀漢魚，為銀漢魚科的其中一種，是溪銀漢魚屬下的唯一一種。

## 分布
本魚分布於北美洲，包括聖羅倫斯河至五大湖、密西西比河流域從加拿大魁北克省南部到美國明尼蘇達州東部至路易斯安納州、南卡羅萊那州到德克薩斯州的加爾維斯敦灣(Galveston Bay)等淡水水域。

## 特徵
本魚體延長，略側扁；體高遠小魚頭長，最高部位在第一背鰭前方；頭略長，其背面平坦，下方窄小；吻長大於眼徑，兩腭尖突，下腭略突出；口較大，鳥喙狀，主上腭骨不達眼前緣之下方，兩腭各具3列尖長犬齒，齒略彎曲。體具2分離背鰭，第一背鰭小形，具4枚硬棘；第二背鰭具1枚硬棘，10~11枚軟條，鰭起點具第一背鰭後方5~6鱗列；臀鰭基底較長，具1枚硬棘，23~27枚軟條，起點超過第一背鰭起點並約達體之中央腹緣；第二背鰭與臀鰭之前方鰭條較長，而向後方逐漸減小；胸鰭胸位，三角形，具12~13枚軟條，其末端部答覆鰭基底之上方；腹鰭腹位，具6枚軟條；肛門在臀鰭之前方；尾鰭深開叉；體被小圓鱗，一縱列鱗約95枚，側線不完全，僅少數有孔。體淡草綠色，略透明，泳鰾及脊椎骨從外部有時可見，體側具一銀色縱帶，體背鱗之外緣具暗色細點；各鰭透明，雄魚背鰭棘之末端黑色。體長可達10公分。

## 生態
棲息在平靜、乾淨的湖泊及溪流、水庫中，群游於水面，白天進食，以動物性浮游生物及小型無脊椎動物為食。於春末夏初時繁殖，產卵時會離岸游向深層，其卵為黃色，具黏性性長纏絡絲。

## 經濟利用
為重要的餌料魚，通常作為遊釣用。